# Tuaregi

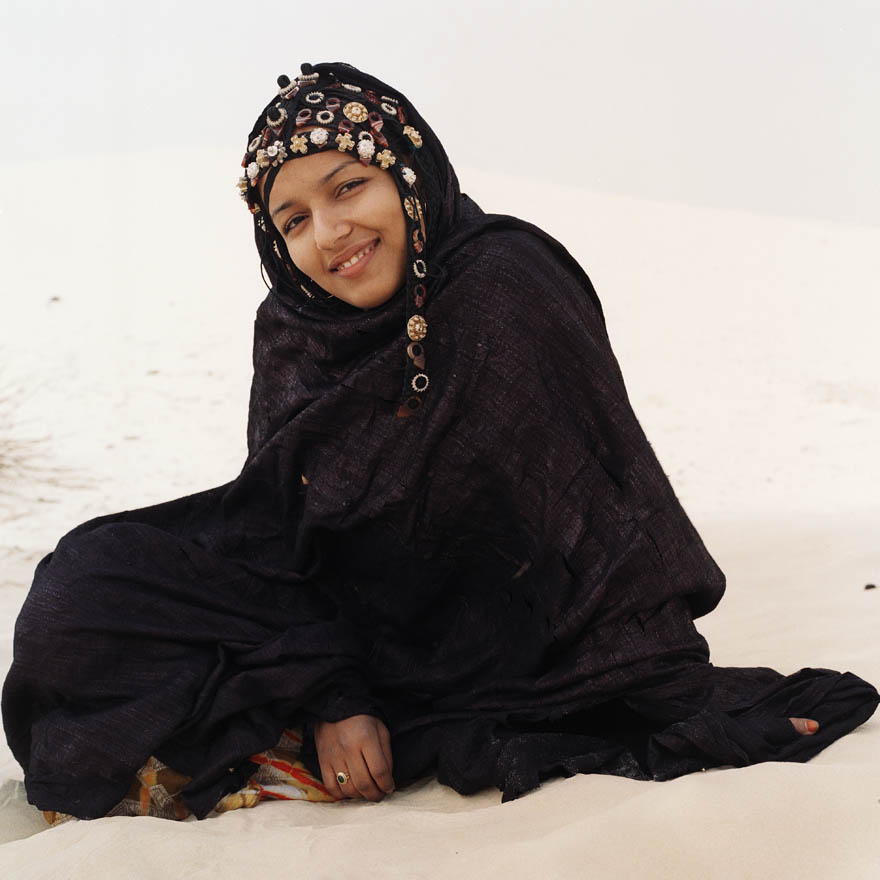
Femeie tuareg din Mali

Tuaregii (în amazigh Itargiyen, în franceză Touareg, în engleză Twareg) sunt un grup etnic berber. În societatea tuareg femeile nu poartă în mod tradițional voalul, în timp ce bărbații îl poartă.
De asemenea femeile au voie să aibă mai mulți parteneri sexuali înainte de căsătorie.

## Personalități de origine tuaregă
- Abdallah Oumbadougou, muzician
- Mdou Moctar, muzician